# Malacoscylus
Malacoscylus is een kevergeslacht uit de familie van de boktorren (Cerambycidae). De wetenschappelijke naam van het geslacht werd voor het eerst geldig gepubliceerd in 1868 door Thomson.

## Soorten
Malacoscylus omvat de volgende soorten:
- Malacoscylus auricomus Bates, 1881
- Malacoscylus cinctulus Bates, 1881
- Malacoscylus cirratus (Germar, 1824)
- Malacoscylus elegantulus Galileo & Martins, 2005
- Malacoscylus fasciatus Galileo & Martins, 1998
- Malacoscylus fulveolus Bates, 1881
- Malacoscylus gonostigma Bates, 1881
- Malacoscylus gratiosus Bates, 1881
- Malacoscylus lacordairei (Thomson, 1868)
- Malacoscylus lanei Martins & Galileo, 1991
- Malacoscylus niger (Aurivillius, 1909)
- Malacoscylus xanthotaenius (Bates, 1881)